# Філіп Сакпекідіс
Філіп Філіпос Ларс Сакпекідіс (швед. Filip Filipos Lars Sachpekidis, нар. 3 липня 1997, Кальмар, Швеція) — шведський футболіст, вінгер клубу «Кальмар».

## Ігрова кар'єра

### Клубна
Філіп Сакпекідіс народився у місті Кальмар і грати у футбол починав у місцевому клубі аматорського рівня «Ліндсдаль». У 2011 році футболіст перейшов у юнацьку команду клубу Аллсвенскан «Кальмар». З 2013 року Сакпекідіс був внесений у заявку першої команди. Дебют у вищому дивізіоні Філіпа відбувся у серпні 2013 року. Сакпекідіс вийшов на заміну в кінці матчу і відзначився забитим голом. Тим самим він став наймолодшим автором голу в історії Аллсвенскан. На той момент йому було 16 років і 31 день.
У 2016 році через травму Сакпекідіс був змушений пропустити майже весь сезон. У 2018 році після операції на стегні Сакпекідіс майже одразу отримав нову травму. Повноцінно повернутися у гру футболіст зміг лише у 2020 році.

### Збірна
З 2012 року Філіп Сакпекідіс грав у складі юнацьких збірних Швеції.

## Особисте життя
Філіп Сакпекідіс має грецьке коріння і є фанатом грецького клубу ПАОК